# Willi Fick
Willi Fick (* 17. Februar 1891 in Lurup, heute zu Hamburg; † 5. September 1913 in Kiel) war ein deutscher Fußballspieler.

## Karriere

### Vereine
Fick, in Lurup geboren und in jungen Jahren mit seiner Familie nach Kiel gezogen, begründete gemeinsam mit seinen Brüdern Hans und  Hugo, die nie für die Nationalmannschaft spielten, Holstein Kiels frühe Erfolge. Von 1908 bis 1913 gehörte er der Mannschaft an, für die er in den vom Norddeutschen Fußball-Verband ausgetragenen Meisterschaften im Bezirk Kiel Punktspiele bestritt und in diesem Zeitraum auch die Bezirksmeisterschaften gewann. Mit den damit verbundenen Teilnahmen an den Endrunden um die Deutsche Meisterschaft gelang 1910 erstmals der Einzug in das Finale, das am 15. Mai in Köln erst in der Verlängerung durch das Strafstoßtor von Max Breunig in der 114. Minute mit 0:1 gegen den Karlsruher FV verloren wurde. Ein Wiedersehen mit dem Karlsruher FV gab es am 26. Mai 1912 in Hamburg im erneuten Finale, das diesmal – mit dem in der 52. Minute durch Ernst Möller verwandelten Strafstoß – von Holstein Kiel gewonnen wurde. In diesem Spiel war Fick schon von einer Krankheit – vermutlich Tuberkulose – gezeichnet, an der er am 5. September 1913 auch verstarb; noch bevor er eine Ausbildung zum Polizisten beginnen konnte. Anderen Quellen zufolge soll Fick am 5. September 1915 im Ersten Weltkrieg gefallen sein, was allerdings falsch ist, vermutlich aber auf seinen Bruder Hans zutrifft. Hugo, der andere Bruder, war ab 1919 einige Jahre beim Hamburger SV aktiv.

### Nationalmannschaft
Sein einziges Länderspiel für die A-Nationalmannschaft bestritt er 19-jährig am 24. April 1910 in Arnheim bei der 2:4-Niederlage gegen die Nationalmannschaft der Niederlande. An der Seite der beiden Spieler des Karlsruher FV, Max Breunig und Ernst Hollstein, kam er im Sturm neben Karl Wegele und Eugen Kipp  zum Einsatz und erzielte mit dem Führungstreffer zum 2:1 in der 42. Minute sein einziges Tor.

## Erfolge
- Deutscher Meister 1912
- Norddeutscher Meister 1910, 1911, 1912
- Bezirksmeister Kiel 1908, 1909, 1910, 1911, 1912, 1913